# Hieronim Ochocki
Hieronim Ochocki herbu Ostoja (zm. 1676) – doktor obojga praw, kustosz pilicki, kanonik i oficjał wiślicki, kanonik kolegiaty Wszystkich Świętych w Krakowie, protonotariusz apostolski, asesor w kurii krakowskiej, proboszcz w Strożyskach, Sędziszowie i Słupi.

## Życiorys

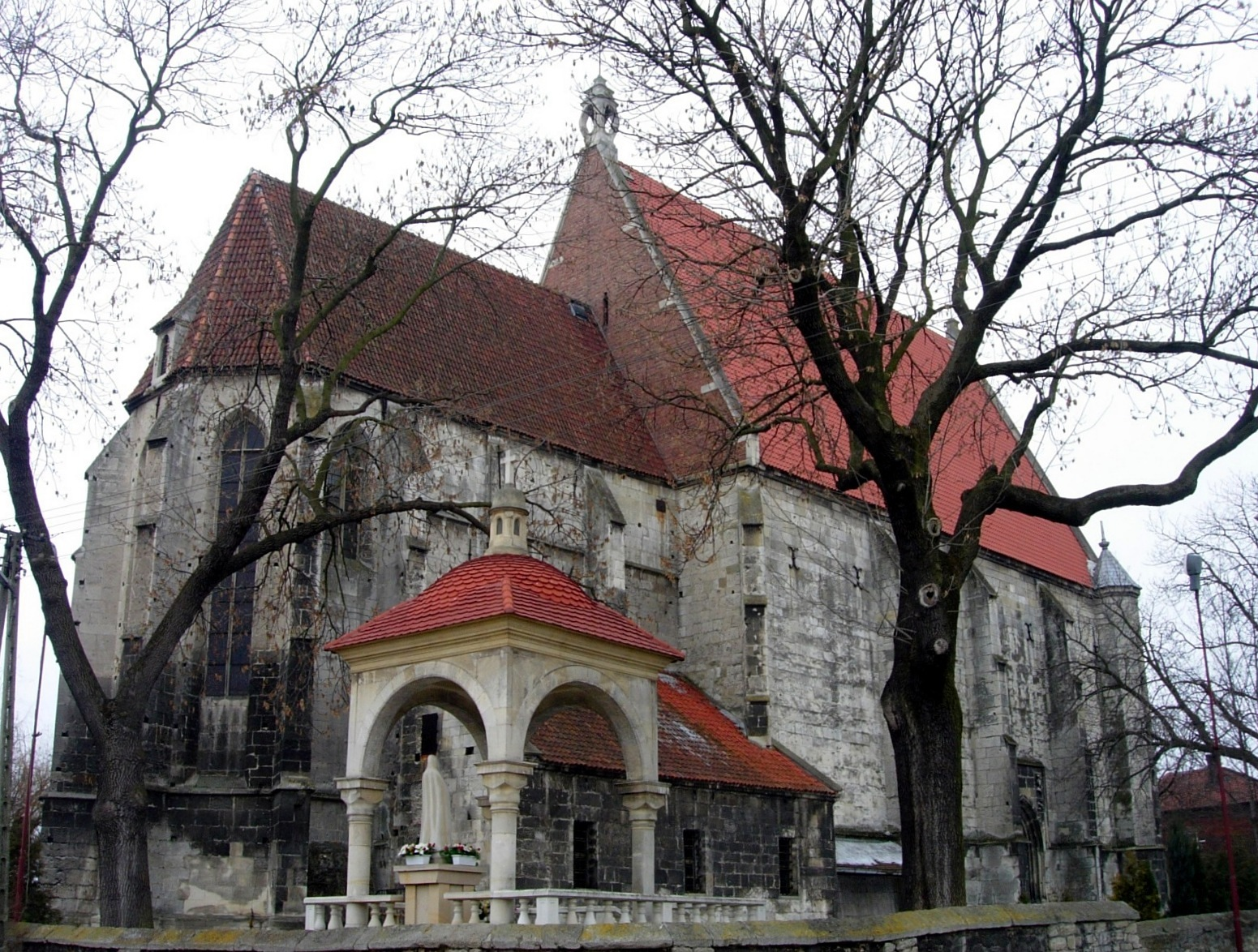
Bazylika kolegiacka w Wiślicy

Hieronim Ochocki pochodził z osiadłej w Krakowie szlacheckiej rodziny pieczętującej się herbem Ostoja, wywodzącej się zapewne z Ochocic koło Kamieńska w dawnym województwie sieradzkim. O nim i o jego rodzinie wspomniał Kasper Niesiecki w Herbarzu Polskim. Był synem rajcy i burmistrza Krakowa Gabriela Ochockiego. Miał kilkoro rodzeństwa: Gabriela, Piotra, Sebastiana, Barbarę Aleksandrę Wojeńską oraz Annę, norbertankę w Imbramowicach.
Hieronim Ochocki studia rozpoczął w Akademii Krakowskiej w roku 1627. Następnie wyjechał za granicę. Naukę kontynuował w Padwie (w 1636 roku) i w Rzymie, gdzie uzyskał tytuł doktora praw. Po studiach poświęcił się karierze duchownej. Jako protonotariusz apostolski został asesorem w kurii bpa Piotra Gembickiego. Od roku 1643 był kustoszem pilickim, a potem, w latach 1648-1655, kanonikiem kolegiaty Wszystkich Świętych w Krakowie. Ponadto posiadał kanonię (oficjalat) w Wiślicy oraz probostwa: w Stróżyskach, Sędziszowie i Słupi.